# ビックロ
ビックロ（英: BICQLO）は、かつて東京都新宿区に存在した、家電量販店のビックカメラとカジュアル衣料のユニクロとの共同出店による商業施設である。

## 概略
元々は2012年3月31日に閉店した三越新宿アルコット店（旧三越新宿店。1930年に開店し、2005年にファッションビルに転換した）の建物を、ビックカメラが10年間の定期建物貸借契約により借り上げ、同年7月5日に『ビックカメラ新宿東口新店』として開店した店舗である。このため、建物自体は現在も三越伊勢丹ホールディングスが所有している。
同年9月11日、この店舗のテナントとしてユニクロが入居するにあたり、ビックカメラと、ユニクロの親会社であるファーストリテイリングは、同店を『ビックロ』の名称で共同店舗とすることを発表。9月27日のオープン時には4000人が詰め掛け、開店を15分前倒しした。なおビックカメラの「新宿東口新店」の名称はビックロ開店時に「新宿東口店」へと改められている。
家電量販店と衣料店という小売業同士の共同展開については、日経ビジネスが2012年9月24日号の記事において、背景にエコポイント制度の終了や地上デジタル放送への移行に伴う特需の反動で、家電業界自体が需要不足に陥っていることがあると指摘し、大家的立場であるはずのビックカメラがユニクロの集客力に期待して「どんな手を使ってでも集客につなげたいという苦しい胸の内が透けて見える」と記している。
三越伊勢丹ホールディングスとの契約が2022年に切れるのを機に、ユニクロが契約の非更新（撤退）を決定し、「ビックロ」としては2022年6月19日をもって閉店した。撤退の理由として、ファーストリテイリングは新宿駅周辺での再開発による顧客の動線の変化を挙げており、新宿駅南口と新宿三丁目にユニクロを新規出店することとしている。一方、ビックカメラはそのまま入居を続け、6月20日から「ビックカメラ 新宿東口店」として営業するほか、ファーストリテイリング傘下のGUは営業を継続している。
なお、前述した通り建物は現在も三越伊勢丹ホールディングスの所有であるため、建物の正式名称は「MI新宿ビル」となっている。三越新宿店→三越新宿アルコット店→ビックロ→ビックカメラが入居している建物は「本館」、連絡通路で直結されている裏手の事務所棟は「別館」（この建物には現在も「三越新宿支店別館」の表札が残されている）の名称が付与されている。
2024年10月25日、ユニクロは「ビックロ」跡地にユニクロ新宿本店をオープンさせることにしているが、今回はビックカメラとの協業店舗ではなく、ユニクロの単独店舗（グローバル旗艦店）としての開業を予定している。

## フロア構成
新宿三丁目駅A5出口直結。

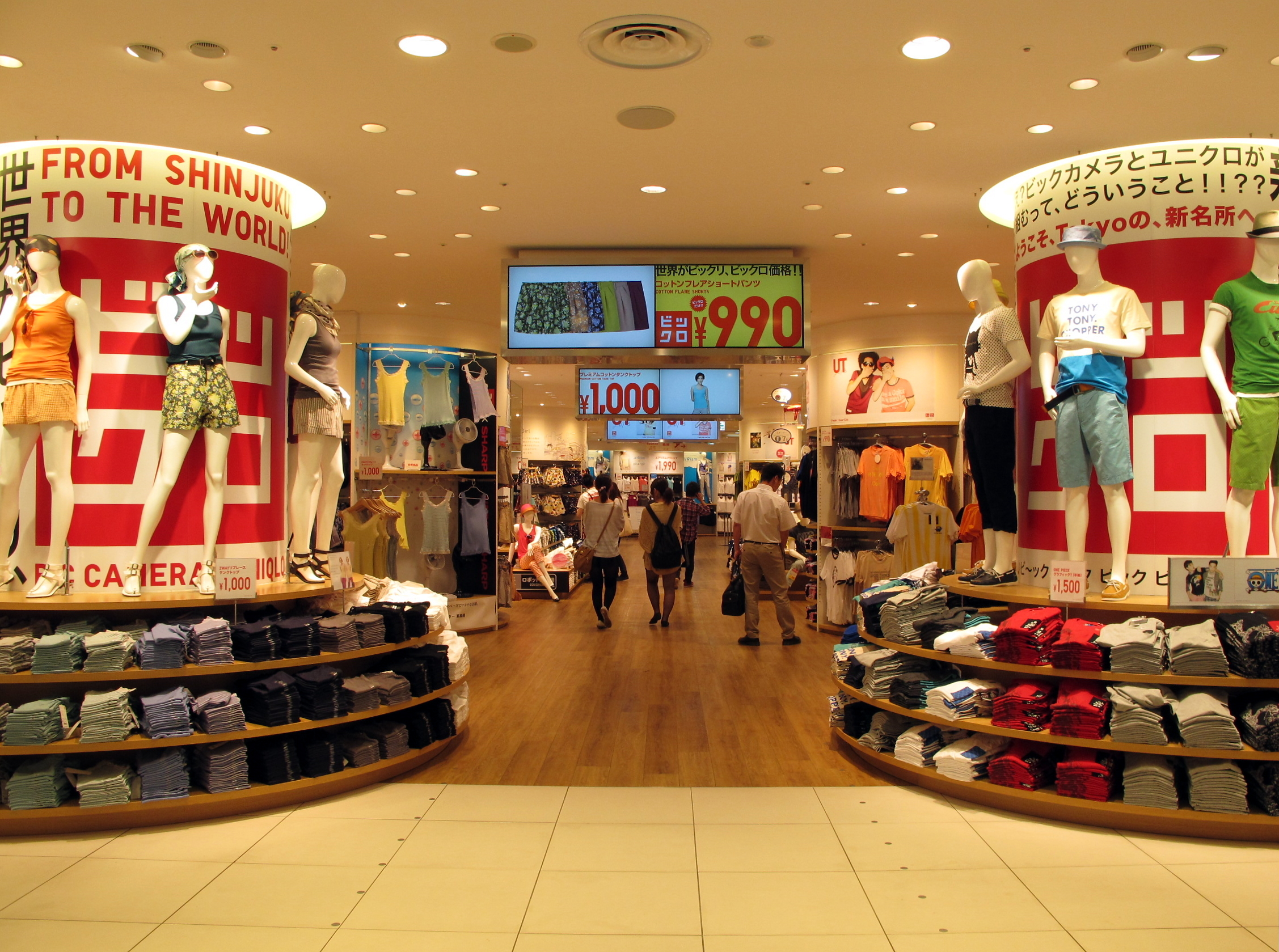
ユニクロ（2013年）

地下4階・地上8階建のうち地下1-3階・地上4-6階にビックカメラ（オープン当時地下2階にはソフマップも入居していた）、地上2-3階にユニクロの売り場が入り、1階は両社の共同運営となっている。テナントとして地下1階に調剤薬局とビックカメラが運営するカフェ、1階に生花店、6階に眼科医院、7階にはGU、屋上にフットサル場が入居する。
地下1階にセブン銀行とビューアルッテ、地上6階にイオン銀行のATMが設置されている。
8階には2013年10月から2021年11月までICI石井スポーツのアウトドアグッズ専門店「石井山専」が入居していた。
同店は2019年にICI石井スポーツがビックカメラの同業他社となるヨドバシホールディングスの完全子会社となって以降も引き続き入居していたが、2021年11月にヨドバシカメラ新宿西口本店携帯・スマートフォン館内の石井スポーツヨドバシ新宿西口店と統合する形で退店した。「石井山専」閉店後は期間限定でビックカメラのアウトレット商品を販売する「ビックロ アウトレット」や自転車コーナー（地下3階より移動）として営業した後、2024年10月2日からは大創産業の「DAISO」「Standard Products」「THREEPPY」の3ブランド複合店がオープンしている。
新宿三越アルコットの6階から8階にかけて入居していたジュンク堂書店新宿店はテナントとして営業継続を希望したが、実現しなかった。
なお、ビックロ閉店後のビックカメラ新宿東口店はユニクロ以外のフロア構成はほとんどそのままになっており、地上1階の半分と地上2・3階の全フロアは閉鎖されていたが、ユニクロ再出店にあたり、かつてユニクロが入居していた部分にそのまま再入居している。

### 両者の連携
『ビックロ』を展開するにあたり、ビックカメラとユニクロは「単に両店舗が同一の建物に入居する」のではなく、ビックカメラとユニクロのシームレス感を強調した店舗作りを行っている。
「素晴らしいゴチャゴチャ感」をコンセプトに佐藤可士和によるトータルプロデュースが行われ、共同の売り場としている1階を始め、各階にはユニクロの機能性衣料である「ヒートテック」の横にビックカメラで取り扱う暖房器具を置いたり、ユニクロの衣料品を身に付けたマネキン人形にヘッドホンなどの電気製品を持たせるなど、コラボレーションを意識したディスプレイを用意している。マネキン人形は、ビックカメラとユニクロに各40体配置されている。各フロアとも会計はユニクロとビックカメラで別であり、ビックの売り場にディスプレイされたユニクロの商品を購入する際は、支払いはユニクロ専用のレジで行うこととなる。逆のケースでも同様である。ビックポイントの1500ポイントは1000円分のクーポンに交換でき、ユニクロの同店の売り場に限り使用できる。ロゴタイプはビックカメラ風とユニクロ風の2種類が、店舗外装や商品の包装などに使われており、店員のユニフォームも滝沢直己デザインによる共同ユニフォームとなっている。
なお、ビックロのユニクロ部分の店舗面積約2,900m2はユニクロが世界的情報発信の拠点と位置づけている「グローバル旗艦店」の一つであるユニクロ心斎橋店を上回っており、店舗規模では銀座店に次ぐ日本国内2番目の規模となるが、同店は「グローバル繁盛店」という独自業態として位置づけられており、世界中から注目される「東京の新名所」を目指すという。

## CM
開業にあたり、テレビ・ラジオ・新聞・鉄道など様々なメディアで広告を展開した。CMソングは、ビックカメラの宣伝歌のメロディに前田知巳が作詞を行い、水木一郎が歌唱した。歌詞は7番まである。